# Dichagyris flavina
Dichagyris flavina là một loài bướm đêm thuộc họ Noctuidae. Nó được tìm thấy ở hầu hết Balkan và through large parts của Cận Đông và Trung Đông. Nó được tìm thấy ở Bulgaria, România, Macedonia, Hy Lạp, Thổ Nhĩ Kỳ, miền nam Nga, Armenia, Syria, Liban, Israel, Jordan, Iran và Iraq.

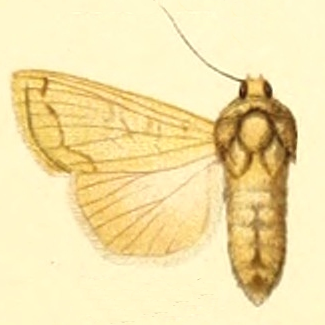
Hình minh họa

Sải cánh dài 35–44 mm. Con trưởng thành bay từ tháng 5 đến tháng 7. Có một lứa một năm.

## Phụ loài
- Dichagyris flavina flavina
- Dichagyris flavina pretiosa (Romania to Yugoslavia)

## Hình ảnh

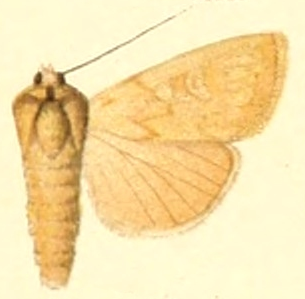